# 厄恩湖
厄恩湖（爱尔兰语：Loch Éirne）是北爱尔兰弗馬納郡的两个相连湖泊的名字。它是北爱尔兰和阿爾斯特省第二大湖泊系統，東南部的上厄恩湖面積34平方公里，西北部的下厄恩湖是爱尔兰第四大湖泊，面積109平方公里。湖中有超过150个岛屿。第39屆八大工業國組織會議在厄恩湖畔舉行。